# فيكتور أنيتشيبي

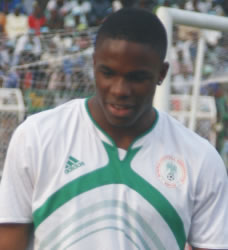
فيكتور أنيتشيبي

فيكتور أنيتشيبي (بالإنجليزية: Victor Anichebe)‏، من مواليد 23 ابريل 1988 في لاغوس في نيجيريا، لاعب كرة قدم نيجيري.
بدأ مسيرته الكروية مع نادي إيفرتون في عام 2006، وهو يلعب معهم حتى الآن.

## روابط خارجية
- فيكتور أنيتشيبي على موقع الاتحاد الدولي (مؤرشف)  (الإنجليزية)
- فيكتور أنيتشيبي على موقع الاتحاد الأوربي (الإنجليزية)
- فيكتور أنيتشيبي على موقع قاعدة بيانات كرة القدم.إي يو (الإنجليزية)
- فيكتور أنيتشيبي على موقع ناشيونال فوتبول تيمز (الإنجليزية)
- فيكتور أنيتشيبي على موقع Soccerbase.com (لاعب) (الإنجليزية)
- فيكتور أنيتشيبي على موقع Soccerway.com (الإنجليزية)
- فيكتور أنيتشيبي على موقع عالم كرة القدم.نت (الإنجليزية)
- فيكتور أنيتشيبي على موقع كووورة
- فيكتور أنيتشيبي على موقع أوليمبيديا (الإنجليزية)
- فيكتور أنيتشيبي على موقع AS.com (الإسبانية)